# شيء من الحب والكبرياء (مسلسل)
شيء من الحب والكبرياء مسلسل تلفزيوني عراقي، من إخراج حسين التكريتي، وتأليف وجدي العاني.

## الممثلون
- ليلى محمد.
- آلاء شاكر.
- ستار خضير.
- عواطف السلمان.
- عبد الجبار كاظم.
- هند طالب.
- قاسم محمد.
- حسن هادي.
- خالد علي.
- أحمد شكري العقيدي.
- ليلى كوركيس.
- حاتم سلمان.